# Louis de Harouys
Pour les autres membres de la famille, voir Famille de Harouys.
Louis de Harouys, écuyer, seigneur de la Rivière et de la Seilleraye (né le 19 octobre 1583 à Nantes et baptisé à Sainte-Croix - mort le 15 mars 1656 à Nantes), est un magistrat français, maire de Nantes.

## Biographie
Fils de l'ancien maire Charles Harouys, il est l'époux de Simone Bautru, dame de Chérelles, sœur de Guillaume Bautru, il est le grand-père d'André d'Harouys de La Seilleraye et de Jean-Baptiste François de Becdelièvre, ainsi que du gouverneur de Nantes Charles de Péréfixe.
Président au Présidial de Nantes en 1618, Maire de Nantes installé le 10 juillet 1623, à la suite du mandat de Jacques Raoul de La Guibourgère, il est renouvelé en 1624 (sous-maire : Jacques de Bourgues (maire en 1647-1648), puis Pierre Despinoze ; procureur syndic : Jean Lyrot des Chastelliers ; miseur : Jean Fachu). Son successeur est son frère Jean de Harouys.
Il devient premier président de la Chambre des comptes de Bretagne de 1626 à 1633, conseiller d'État, intendant de justice.